# Grondelnijntje
Het grondelnijntje (Taeniacanthus lucipetus) is een eenoogkreeftjessoort uit de familie van de Taeniacanthidae. De wetenschappelijke naam van de soort is voor het eerst geldig gepubliceerd in 1985 door Holmes.
Het grondelnijntje wordt tussen 0,6 en 1 millimeter groot. Mannetjes zijn circa anderhalf keer kleiner dan mannetjes. De vrouwtjes dragen op hun achterlichaam twee eierzakjes die eruitzien als witte staafjes. Karakteristieke kenmerken van de soort zijn de klauw aan de maxillipede, die zwak gebogen is en aan de basis een haar heeft dat ruim twee keer zo lang is als de klauw zelf.
De soort leeft als parasiet op diverse soorten grondels. Ze werden waargenomen op zwarte grondels, bloedlipgrondels, paganelgrondels en Fries' grondels. De soort werd ontdekt in Zuid-Ierland. In 2013 werd hij ook in Nederland waargenomen.